# Шелухино (Коломенский район)
Шелухино — деревня в Хорошовском сельском поселении Коломенского района Московской области. Население — 21 чел. (2010). Расположена в северной части района в 12 км к северу от Коломны, на автодороге Р115 Егорьевск — Коломна — Кашира — Ненашево. В 5 км к западу от деревни станция Конев Бор на железной дороге Москва — Рязань. Автобусное сообщение с Коломной.

## История
Ранее входила в состав Колыберевской волости. До революции принадлежала Е. Е. Карасёвой.

## Население
| 2002 | 2006 | 2010 |
| ---- | ---- | ---- |
| 10   | ↗18  | ↗21  |